# Ritornerò/Deborah
Ritornerò/Deborah è il terzo singolo del gruppo statunitense Wess & The Airedales, pubblicato dalla Durium nel 1968.

## Descrizione
Entrambi i brani sono arrangiati da Marcello Minerbi.
Il lato A è un brano scritto e composto da Sergio Centi.
Il brano presente sul lato B è, invece, la cover dell'originale firmato Pallavicini-Conte, presentato al Festival di Sanremo 1968 dall'accoppiata Fausto Leali - Wilson Pickett e 4º classificato. 

## Tracce
1. Ritornerò – 2:43 (Sergio Centi)
2. Deborah (Festival di Sanremo 1968) – 2:55 (testo: Vito Pallavicini – musica: Paolo Conte)